# Strandskator
Strandskator (Haematopodidae) är en familj i underordningen vadare med det enda släktet Haematopus med ett tiotal arter.
Arterna inom släktet är stora och högljudda vadare med distinkta fjäderdräkter som är helsvarta, svartvita eller brunvita och de har kraftiga röda näbbar. Näbbformen varierar något inom släktet beroende på vilken föda som arten specialiserat sig på. De arter som har en något tillplattad näbbspets använder näbben för att slå sönder och öppna musslor och snäckor. Andra arter har en spetsig näbbspets som används för att stickas ned i marken i jakt efter ringmaskar. 
Strandskator återfinns vid kusterna över hela världen förutom i polartrakterna. De lägger sina ägg i grunda fördjupningar ofta på kala sandstränder med smågrus. Äggen är gråspräckliga och päronformade.

## Systematik
Familjen strandskator består av ett enda släkte, Haematopus. Nedanstående lista följer AviList:
- Magellanstrandskata (H. leucopodus)
- Sydamerikansk strandskata (H. ater)
- Klippstrandskata (H. bachmani)
- Amerikansk strandskata (H. palliatus)
- Sotstrandskata (H. fuliginosus)
- Kapstrandskata (H. moquini)
- Kanariestrandskata (H. meadewaldoi)
- Strandskata (H. ostralegus)
- Australisk strandskata (H. longirostris)
- Chathamstrandskata (H. chathamensis)
- Nyazeelandstrandskata (H. unicolor)
- Sydöstrandskata (H. finschi)